# Marc Michel (Schauspieler)
Marc Michel (* 10. Februar 1929 in Basse-Terre als Max Ernest Marie Michaux; † 3. November 2016 in Dreux) war ein französischer Schauspieler.

## Leben und Karriere
Marc Michel wuchs in dem französischen Überseegebiet Guadeloupe auf, zog allerdings als junger Erwachsener nach Frankreich. Nach ersten Anstellungen als Autoverkäufer wandte er sich der Musik zu. Er wurde Dozent für Jazz bei dem Jeunesses Musicales de France, einem großen französischen Vereine für die Vermittlung von Musik. Ab Mitte der 1950er-Jahre begann Michel auch als Schauspieler zu arbeiten. Bekannt machte ihn 1960 seine Mitwirkung an Jacques Beckers Gefängnisfilm Das Loch. Seine wohl bekannteste Rolle verkörperte Michel als Roland Cassard, ein junger Mann auf der Suche nach der großen Liebe, unter Regie von Jacques Demy in dessen Filmen Lola, das Mädchen aus dem Hafen (1961) und Die Regenschirme von Cherbourg (1964). Neben Kinoengagements wirkte er auch an zahlreichen französischen Fernsehserien sowie Theaterproduktionen mit. Zuletzt war er 2014 in dem Kurzfilm Allegro ma non troppo zu sehen, zwei Jahre später starb er im Alter von 87 Jahren.

## Filmografie (Auswahl)
- 1955: Das Mädchen vom 3. Stock (Sophie et le crime)
- 1960: Das Loch (Le Trou)
- 1961: Lola, das Mädchen aus dem Hafen (Lola)
- 1963: Lauter Leichen in Las Vegas (Blague dans le coin)
- 1964: Zwei Tage und zwei Nächte (La ragazza di Bube)
- 1964: Die Regenschirme von Cherbourg (Les Parapluies de Cherbourg)
- 1965: Samba
- 1967: Die Falle von Singapur (Cinq gars pour Singapour)
- 1968: Les atomistes (Fernsehserie, 26 Folgen)
- 1973: Kein Rauch ohne Feuer (Il n'y a pas de fumée sans feu)
- 1977: Madame Claude und ihre Gazellen (Madame Claude)
- 1977: Au plaisir de Dieu (Fernsehserie, 7 Folgen)
- 1983: Zwei Profis steigen aus (Un dimanche de flic)
- 1989: The Free Frenchman (Fernseh-Miniserie, 4 Folgen)
- 1992: Die verlassene Frau (La femme abandonnée; Fernsehfilm)
- 2004: La Crim’ (Fernsehserie, 1 Folge)
- 2006: Jeanne Poisson, Marquise de Pompadour (Fernseh-Miniserie, 2 Folgen)
- 2012: Summer in Provence
- 2014: Allegro ma non troppo (Kurzfilm)